# Stephanorhinus
Stephanorhinus is een geslacht van uitgestorven neushoorns, dat leefde tot het Pleistoceen, onder andere in Europa.

## Soorten
Er zijn diverse soorten Stephanorhinus bekend:
- †Stephanorhinus elatus
- †Stephanorhinus etruscus
- †Stephanorhinus hemitoechus
- †Stephanorhinus hundsheimensis
- †Stephanorhinus jeanvireti
- †Stephanorhinus kirchbergensis
- †Stephanorhinus megarhinus
- †Stephanorhinus miguelcrusafonti
- †Stephanorhinus pikermiensis
- †Stephanorhinus schleiermarcheri

## Fossielen
Fossielen van Stephanorhinus (Stephanorhinus etruscus) zijn onder andere bekend uit Gran Dolina de Atapuerca in Spanje.